# Parlamentswahl in Südafrika 1987
Die Parlamentswahl in Südafrika 1987 fand am 6. Mai 1987 in der Republik Südafrika für das House of Assembly statt. Das war die erste Wahl für diese Parlamentskammer seit der Eröffnung des Dreikammerparlaments im September 1984. Öffentliche Kritik an den Wahlen gab es durch Desmond Tutu vom Südafrikanischen Kirchenrat und nach Einschätzung der Labour Monitoring Group kam es am 5. und 6. Mai durch eine Million Arbeiter, Studenten und Schüler zu Massendemonstrationen wegen der Repressionen gegen Gewerkschaften und politische Organisationen unter den Auswirkungen des Ausnahmezustands im Land.

## Vorgeschichte
Zur Eröffnung der Parlamentssitzung am 30. Januar 1987 verkündete Staatspräsident Pieter Willem Botha, dass am 6. Mai desselben Jahres allgemeine Wahlen für das weiße Abgeordnetenhaus stattfinden sollen.
Andries Treurnicht, der Parteivorsitzende der Konserwatiewe Party (KP), hatte sich vor der Wahl um ein Bündnis mit der Herstigte Nasionale Party (HNP) im Gespräch mit ihrem Vorsitzenden Jaap Marais bemüht. Nachfolgende Zerwürfnisse zwischen beiden Parteiführungen machten diese Bündnisverhandlungen schließlich wirkungslos. Der AWB-Führer Eugène Terre’Blanche wies Marais die Schuld am Scheitern eines solchen angestrebten Bündnisses zu.
Aus dem Kreise der ultrakonservativen und rechtsgerichteten politischen Kräfte kam es im Wahlkampf zu massiven Vorwürfen gegen die Regierung von Pieter Willem Botha; sie wäre in ihrer Inlandssicherheitspolitik zu schwach und erwecke den Eindruck, dass die öffentliche Ruhe in kurzer Zeit wieder hergestellt werden könne. Diesem Vorwurf folgend meinte der KP-Kandidat Theunis Swanepoel, ein ehemaliger höherer Polizeioffizier (Brigadier) und früherer Polizeibereichsleiter für Soweto, dass eine „Verhandlung mit dem Feind nur unter dem Kanonenrohr“ zu führen sei. Er behauptete, dass in der damaligen Regierung Kommunisten sitzen würden. Andries Treurnicht, der Parteivorsitzende, warf der Regierungspolitik von Staatspräsident Botha ein Scheitern bei der Herstellung von law and order vor und sie sei unfähig, den „Geist der Revolution ... der sich aus dem Inneren und jenseits des Landes“ erhebe, zu bekämpfen. Die zunehmende Schärfe der Auseinandersetzung zeigte sich auch an der Einschätzung Treurnichts, wonach die „hartnäckige Verfolgung ihres [Regierung] unheilvollen Kurses der Machtbeteiligung [Konzept einer vierten Parlamentskammer], die Zerstörung des Rechts auf Selbstbestimmung des Volkes von Südafrika“ bedeute. Im April forderte Treurnicht die Regierung auf, den Reisepass von Erzbischof Desmond Tutu einzuziehen, weil dieser in Übersee zu Sanktionen gegen Südafrika aufrufen würde. Ferner meinte er, dass die Nasionale Party die vermeintlich einzig friedvolle Lösung für Südafrika verworfen hätte, die seiner Meinung nach in den separaten, unabhängigen Staaten für die verschiedenen „Rassengruppen“ liegen würde. Seiner Überzeugung nach vollziehe sich die Apartheid unter der „Kontrolle von Gott“ (supervision of God), seine Bibel sage ihm, dass „Gott die Verantwortung für die Aufteilung [division] der Menschen trage. ... Es ist kein Zufall und keine Sünde“.

## Wahlverfahren
Im Zuge der Wahlen zum House of Assembly (weiße Abgeordnetenkammer) standen 178 Parlamentssitze zur Verfügung, 166 waren über das direkte Stimmergebnis in den Wahlkreisen zu erlangen.
12 Parlamentsmitglieder, davon vier für die Provinzen (einer pro Provinz), wurden durch den Staatspräsidenten ernannt. Das parlamentarische Wahlrecht konnte hier nur innerhalb der europäischstämmigen Bevölkerung ausgeübt werden.
Wahlen für die beiden anderen Parlamentskammern House of Representatives (Coloureds) und House of Delegates (Inder) fanden nicht statt.

## Ergebnisse der Parlamentswahlen
Für die Parlamentswahlen gab es 3.053.417 eingetragene Wähler, von denen 2.058.036 ihr Wahlrecht in Anspruch nahmen. Die ungültigen Stimmen beliefen sich auf 15.782 Stimmzettel und die gültigen Stimmen auf 2.042.254 abgegebene Voten.
| Partei | Partei                                                       | Vorsitzender        | Stimmergebnis | Sitze                                        |
| ------ | ------------------------------------------------------------ | ------------------- | ------------- | -------------------------------------------- |
|        | Nasionale Party (NP)                                         | Pieter Willem Botha | 1.075.642     | 133 incl. 10 nominierte Parlamentsmitglieder |
|        | Konserwatiewe Party (KP)                                     | Andries Treurnicht  | 574.502       | 23 incl. 1 nominiertes Parlamentsmitglied    |
|        | Progressive Federal Party (PFP)                              | Colin Eglin         | 288.579       | 20 incl. 1 nominiertes Parlamentsmitglied    |
|        | New Republic Party (NRP)                                     | Bill Sutton         |               | 1                                            |
|        | Independent Movement (IM) drei Kandidaten traten zur Wahl an |                     |               | 1                                            |
| Total  | Total                                                        | Total               | 1.938.723     | 178                                          |

## Folgeentwicklungen
Die Wahl erbrachte eine Richtungsänderung bei der politischen Opposition gegenüber der regierenden Nasionale Party (NP). Die bisherige und als linksliberal geltende Progressive Federal Party (PFP) kam entsprechend ihrer Mandate auf den dritten Platz. Auf dem zweiten Platz liegend und damit zur führenden Opposition im Parlament wurde die Konserwatiewe Party (KP), eine Organisation aus dem rechtsgerichteten Spektrum.
Im Verlauf der Legislaturperiode verlor die PFP drei Parlamentssitze durch den Parteiaustritt dieser Mandatsträger.

## Weitere zeitnahe Wahlen
Durch den Tod eines Abgeordneten der National Progressive Party (NPP) aus dem House of Delegates (Inder-Kammer im Parlament) waren Nachwahlen in Lenasia (Johannesburg) erforderlich. Im August 1987 stimmten hier indischstämmige Wähler an den Wahlurnen für Mohamed Shah (NPP) als Nachfolger von Abie Choonara (NP), wobei es zu einer Beteiligung von 16 % kam. 7052 Wähler blieben dem Wahlgang fern. Im Jahr 1984 waren es dagegen nur 4867 Wähler gewesen.